# Fun in Space
Fun in Space – wydany w kwietniu 1981 roku pierwszy solowy album perkusisty grupy Queen – Rogera Taylora. Płytę nagrał sam Roger, który zaśpiewał oraz zagrał na wszystkich instrumentach. Na płycie zaznaczone są wpływy disco z końca lat siedemdziesiątych, Electric Light Orchestra oraz Vangelisa.

## Lista utworów
1. "Fun in Space"
2. "No Violins"
3. "Laugh or Cry"
4. "Let's Get Crazy"
5. "Future Management"
6. "My Country"
7. "Good Times Are Now"
8. "Magic Is Loose"
9. "Interlude in Constantinopol"
10. "Airheads"